# HT Близнецов
HT Близнецов (лат. HT Geminorum) — одиночная переменная звезда в созвездии Близнецов на расстоянии (вычисленном из значения параллакса) приблизительно 6 394 световых лет (около 1 960 парсек) от Солнца. Видимая звёздная величина звезды — от +18,5m до +17m.

## Характеристики
HT Близнецов — оранжевая пульсирующая полуправильная переменная звезда (SR:) спектрального класса K. Эффективная температура — около 4023 К.